# Stephen C. Apostolof
Stephen C. Apostolof (bulgarisch Стефан Апостолов; * 25. Februar 1928 in Burgas, Bulgarien; † 14. August 2005 in Mesa, Arizona) war ein amerikanischer Erotikproduzent und Trashfilmregisseur bulgarischer Herkunft. Apostolof ist auch unter dem Namen A.C. Stephens bekannt.

## Leben
Apostolof erhielt Ende der 1940er-Jahre Asyl in den USA. Seine Filmkarriere begann 1957, als er den antikommunistischen Film Journey To Freedom (Reise in die Freiheit) produzierte, der auf seinem eigenen Leben basierte. Dieser Film machte ihn bei Hollywoods B-Garde bekannt, er kam in Kontakt mit William C. Thompson, dem Schauspieler Tor Johnson und schließlich seinem später häufigen Partner bei seinen Werken, Filmproduzent Ed Wood. In den 1960er- und 1970er-Jahren produzierte er zahlreiche Erotikfilme.
Bekannt ist Apostolof vor allem für den Film Orgy of the Dead, der auf einem Buch von Ed Wood basiert. Der Film, in dem Criswell die Hauptrolle spielt, gilt unter Trashfans als Kultobjekt. Apostolof drehte danach bis in die späten 70er-Jahre zahlreiche weitere Erotikkomödien.

## Filmographie
- 1957 Journey To Freedom
- 1965 Orgy Of The Dead
- 1966 Suburbia Confidential
- 1967 The Bachelor's Dreams
- 1967 Hotel Eros intim (Motel Confidential)
- 1968 Verführung in der Pause (College Girls)
- 1969 Der Ritt der Lady Godiva (Lady Godiva Rides)
- 1969 Die Nymphomanin (The Divorcee)
- 1970 Sekretärinnen-Report (Office Love-Inn)
- 1971 Drop Out - Mysterien blutjunger Mädchen (Drop Out)
- 1972 Heißes Verlangen blutjunger Mädchen (Class Reunion)
- 1972 Snow Bunnies - Die lüsternen Betthäschen (The Snow Bunnies)
- 1972 Zeig mir deins, zeig ich dir meins (The Cocktail Hostesses)
- 1972 Sexpraxis '74 (Drop-Out Wife)
- 1974 Fugitive Girls
- 1976 The Beach Bunnies
- 1977 Hot Ice - Liebe, Eis und Gangster (Hot Ice)
- 1990 Saturday Night Sleazies Vol 1. Dokumentation
- 1990 Saturday Night Sleazies Vol 2. Dokumentation
- 1990 Saturday Night Sleazies Vol 3. Dokumentation
- 1999 The Erotic World Of A.C. Stephens Dokumentation